# Jagdstaffel 17
A Jagdstaffel 17, conhecida também por Jasta 17, foi um esquadra de aeronaves da Luftstreitkräfte, o braço aéreo das forças armadas alemãs durante a Primeira Guerra Mundial. A primeira vitória aérea desta esquadra foi alcançada por Julius Buckler a 17 de Dezembro de 1916. No total, a Jasta 17 abateu 87 aeronaves inimigas e 14 balões inimigos. No total, a esquadra reclama ter conseguido 123 vitórias aéreas, das quais apenas 101 foram confirmadas.

## Aeronaves
- Albatros D.III